# Delphacodes strigosa
Delphacodes strigosa är en insektsart som först beskrevs av Matsumura 1910.  Delphacodes strigosa ingår i släktet Delphacodes och familjen sporrstritar. Inga underarter finns listade i Catalogue of Life.